# Phaegorista
Phaegorista is een geslacht van vlinders van de familie spinneruilen (Erebidae), uit de onderfamilie Aganainae.

## Soorten
- P. agaristoides Boisduval, 1836
- P. bicurvata Gaede, 1926
- P. bisignibasis Prout, 1918
- P. enarges Tams, 1930
- P. euryanassa (Druce, 1887)
- P. formosa Butler, 1877
- P. leucomelas (Herrich-Schäffer, 1855)
- P. micacea (Walker, 1856)
- P. prouti Joicey & Talbot, 1921
- P. rubriventris Aurivillius, 1925
- P. similis Walker, 1869
- P. trialbata Prout, 1918
- P. xanthosoma Hampson, 1910
- P. zebra Butler, 1897